# カルダモンパン

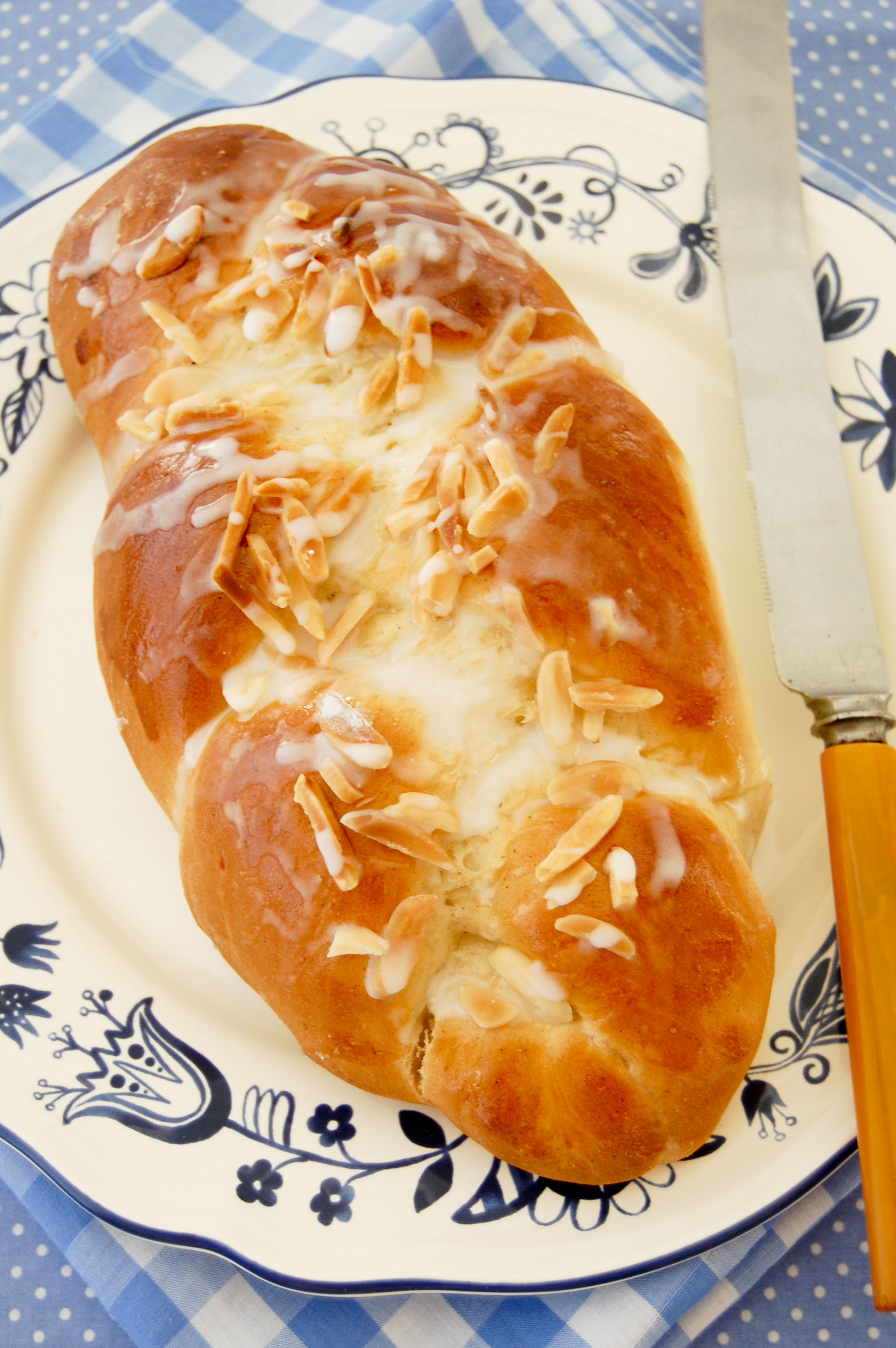
フィンランドのカルダモンパン「プッラ」

カルダモンパンは、フィンランドのプッラ（pulla; ニス〈nisu〉とも）とスウェーデンのkardemummabrödおよびkardemummabullarを含む、カルダモンで風味付けされたデザートまたはペイストリーの一種である。コーヒーや紅茶と一緒に、一年中食べられている。フィンランドでは、プッラはカフェテリアでよく食べられており、プッラの品質がその店の品質を示すと考えられている。
カルダモンパンはスウェーデン系アメリカ人の間で伝統的な食べ物とされており、コーヒーや紅茶と一緒に食べられている。
カルダモンは、北欧のいくつかの国でケーキ、クッキー、ビスケットに使われるスパイスで、フィンランド料理では伝統的なクリスマスのペイストリーに含まれる。

## プッラ
プッラ（フィンランド語発音: [ˈpulːɑ]、スウェーデン語: bulleまたはkanelbulle）は、通常小さなブリオッシュスタイルかプッラピトコ（pullapitko）と呼ばれる編み込み式のパンとして焼かれる。また、コルヴァプースティ（korvapuusti）と呼ばれるシナモンロールも人気がある。この甘くて香ばしいペイストリーには、パールシュガーやアーモンドフレークをトッピングすることもあり、通常3時間ほどかけて準備する。生地が膨らんだら編み込みをして、より装飾的で華やかなものに仕上げることもできる。刻んだクルミとバニラのアイシングが使われたり、レーズンを生地に加えたり、シナモンロール、ヴォイシルマプッラ（voisilmäpulla）と呼ばれるバターと砂糖のパン、ベリーのトッピング、ラハカプッラ（rahkapulla）と呼ばれる乳製品を使ったパンなど様々なバリエーションがある。特別な日には、生地にサフランを加え、風味と黄色味を与えることもある。